# Cymothoe preussi
Cymothoe preussi är en fjärilsart som beskrevs av Otto Staudinger 1889. Cymothoe preussi ingår i släktet Cymothoe och familjen praktfjärilar. Inga underarter finns listade i Catalogue of Life.